# Aapir
Aapir fou un estat independent iranià pre mede situat a uns 50 km al nord de les muntanyes Bakhtiar a l'Iran, governat per Hanni, contemporani del rei d'Elam, Sutruk-Nakhunte I. Es coneix per una inscripció trobada a les excavacions arqueològiques de la zona.